# Nowe Raczki
Nowe Raczki (deutsch Neu Retzken) ist ein Dorf in der polnischen Woiwodschaft Ermland-Masuren, das zur Landgemeinde Wieliczki (Wielitzken, 1938 bis 1945 Wallenrode) im Powiat Olecki (Kreis Oletzko, 1933 bis 1945 Kreis Treuburg) gehört.

## Geographische Lage
Nowe Raczki liegt im Osten der Woiwodschaft Ermland-Masuren, fünf Kilometer östlich der Kreisstadt Olecko (Marggrabowa, umgangssprachlich auch Oletzko, 1928 bis 1945 Treuburg).

## Geschichte
Der kleine Ort Neu Retzken bestand vor 1945 aus mehreren kleinen Höfen und Gehöften und wurde im Jahre 1818 erstmals erwähnt. Im Jahr 1874 wurde er in den neu errichteten Amtsbezirk Krupinnen (polnisch Krupin) eingegliedert, der zum Kreis Oletzko (1933 bis 1945: Kreis Treuburg) im Regierungsbezirk Gumbinnen der preußischen Provinz Ostpreußen gehörte. Am 1. Dezember 1910 zählte Neu Retzken 58 Einwohner.
Aufgrund der Bestimmungen des Versailler Vertrags stimmte die Bevölkerung im Abstimmungsgebiet Allenstein, zu dem Neu Retzken gehörte, am 11. Juli 1920 über die weitere staatliche Zugehörigkeit zu Ostpreußen (und damit zu Deutschland) oder den Anschluss an Polen ab. In Neu Retzken stimmten 49 Einwohner für den Verbleib bei Ostpreußen, auf Polen entfiel keine Stimme.
Am 30. September 1928 gab Neu Retzken seine Eigenständigkeit auf und schloss sich mit den Nachbarorten Krupinnen (Krupin) und Prostkergut (Imionki) zur neuen Landgemeinde Krupinnen zusammen.
In Kriegsfolge kam Neu Retzken 1945 mit dem gesamten südlichen Ostpreußen zu Polen und erhielt die polnische Namensform „Nowe Raczki“. Heute ist das Dorf Sitz eines Schulzenamtes (polnisch sołectwo) und somit eine Ortschaft im Verbund der Landgemeinde Wieliczki (Wielitzken, 1938 bis 1945 Wallenrode) im Powiat Olecki (Kreis Oletzko, 1933 bis 1945 Kreis Treuburg), bis 1998 der Woiwodschaft Suwałki, seither der Woiwodschaft Ermland-Masuren zugehörig.

## Religionen
Neu Retzken war bis 1913 in die evangelische Kirche Marggrabowa, danach bis 1945 in das Kirchspiel Sczeczinken (1916 bis 1945: Eichhorn, polnisch Szczecinki) der Pfarrei Mierunsken/Sczeczinken (Eichhorn) in der Kirchenprovinz Ostpreußen der Kirche der Altpreußischen Union sowie in die katholische Pfarrkirche Marggrabowa im Bistum Ermland eingepfarrt.
Heute gehört Nowe Raczki zur katholischen Pfarrei Szczecinki im Bistum Ełk (deutsch Lyck) der Römisch-katholischen Kirche in Polen. Die hierf lebenden evangelischen Kirchenglieder orientieren sich zur Pfarrei Suwałki mit der Filialkirche in Gołdap innerhalb der Diözese Masuren der Evangelisch-Augsburgischen Kirche in Polen.

## Verkehr
Nowe Raczki ist über eine Stichstraße erreichbar, die von der Nebenstraße Szczecinki–Krupin in westlicher Richtung abzweigt. Eine Bahnanbindung existiert nicht.